# Campeonato Tocantinense de Futebol de 2012
O Campeonato Tocantinense de Futebol de 2012 é a 20ª edição da principal competição de futebol do estado de Tocantins. O campeonato iniciou-se no dia 25 de fevereiro de 2012. No Primeiro Turno do campeonato, o Gurupi saiu como campeão.

## Regulamento
As 8 equipes se enfrentam em dois turnos independentes. Tanto no primeiro quanto no segundo turnos, os dois melhores de cada turno se enfrentam numa decisão em dois jogos. Em caso de igualdade na pontuação, são critérios de desempate: 1) mais vitórias; 2) melhor saldo de gols; 3) mais gols pró; 4) confronto direto; 5) sorteio. Os vencedores de cada turno decidem o título estadual em duas partidas. Caso um mesmo time vença os dois turnos, este time será declarado campeão estadual.

## Equipes Participantes
| Equipe         | Cidade               | Em 2011     | Estádio         | Capacidade | Títulos            |
| Colinas        | Colinas do Tocantins | 2º (B)      | Bigodão         | 5 000      | 1 (em 2005)        |
| Guaraí         | Guaraí               | 3º          | Delfinão        | 3 500      | 0 (não possui)     |
| Gurupi         | Gurupi               | Campeão     | Resendão        | 3 000      | 4 (último em 2011) |
| Paraíso        | Paraíso do Tocantins | 6º          | Pereirão        | 2 300      | 1 (em 1995)        |
| Interporto     | Porto Nacional       | 2º          | General Sampaio | 2 000      | 1 (em 1999)        |
| Palmas         | Palmas               | 4º          | Nilton Santos   | 10 000     | 5 (último em 2007) |
| Tocantins      | Palmas               | Campeão (B) | Nilton Santos   | 10 000     | 1 (em 2008)        |
| Tocantinópolis | Tocantinópolis       | 5º          | Ribeirão        | 10 000     | 2 (último em 2002) |

## Jogos do Primeiro Turno[2]
1ª Rodada
25 de fevereiro de 2012 - Interporto 3 x 0 Palmas
25 de fevereiro de 2012 - Tocantins 1 x 2 Gurupi
26 de fevereiro de 2012 - Tocantinópolis 1 x 1 Guaraí
26 de fevereiro de 2012 - Paraíso 1 x 2 Colinas
2ª Rodada
03 de março de 2012 - Gurupi 2 x 1 Interporto
03 de março de 2012 - Guaraí 2 x 0 Tocantins
03 de março de 2012 - Colinas 0 x 2 Tocantinópolis
03 de março de 2012 - Palmas 1 x 2 Paraíso
3ª Rodada
06 de março de 2012 - Colinas 2 x 3 Guaraí
06 de março de 2012 - Interporto 4 x 1 Paraíso
06 de março de 2012 - Tocantinópolis 4 x 0 Tocantins
24 de março de 2012 - Gurupi 5 x 0 Palmas
4ª Rodada
10 de março de 2012 - Interporto 4 x 2 Colinas
10 de março de 2012 - Tocantins 3 x 2 Palmas
11 de março de 2012 - Tocantinópolis 2 x 0 Gurupi
11 de março de 2012 - Paraíso 1 x 2 Guaraí
5ª Rodada
17 de março de 2012 - Palmas 0 x 1 Colinas
17 de março de 2012 - Paraíso 3 x 0 Tocantinópolis
17 de março de 2012 - Tocantins 1 x 3 Interporto
18 de março de 2012 - Guaraí 1 x 1 Gurupi
6ª Rodada
20 de março de 2012 - Colinas 3 x 1 Tocantins
20 de março de 2012 - Palmas 2 x 4 Tocantinópolis
21 de março de 2012 - Gurupi 3 x 0 Paraíso
21 de março de 2012 - Interporto 1 x 1 Guaraí
7ª Rodada
31 de março de 2012 - Tocantins 1 x 0 Paraíso
31 de março de 2012 - Colinas 1 x 3 Gurupi
31 de março de 2012 - Tocantinópolis 2 x 1 Interporto
31 de março de 2012 - Guaraí 3 x 1 Palmas

## Classificação 1° Turno
| Classificação | Classificação  | Classificação | Classificação | Classificação | Classificação | Classificação | Classificação | Classificação | Classificação |
| Pos           | Time           | PG            | J             | V             | E             | D             | GP            | GS            | SG            |
| ------------- | -------------- | ------------- | ------------- | ------------- | ------------- | ------------- | ------------- | ------------- | ------------- |
| 1             | Gurupi         | 16            | 7             | 5             | 1             | 1             | 16            | 6             | +10           |
| 2             | Tocantinópolis | 16            | 7             | 5             | 1             | 1             | 15            | 7             | +8            |
| 3             | Guaraí         | 15            | 7             | 4             | 3             | 0             | 13            | 7             | +6            |
| 4             | Interporto     | 13            | 7             | 4             | 1             | 2             | 17            | 9             | +8            |
| 5             | Colinas        | 9             | 7             | 3             | 0             | 4             | 11            | 14            | -3            |
| 6             | Paraíso        | 6             | 7             | 2             | 0             | 5             | 8             | 13            | -5            |
| 7             | Tocantins      | 6             | 7             | 2             | 0             | 5             | 7             | 16            | -9            |
| 8             | Palmas         | 0             | 7             | 0             | 0             | 7             | 6             | 21            | -15           |

     Classificam-se para as finais do 1° Turno

## Finais do 1° Turno
1°Jogo
| 03 de abril | Tocantinópolis | 2 – 2 | Gurupi | Ribeirão, Tocantinópolis |
| 20:15       |                |       |        |                          |

| 08 de abril | Gurupi | 3 – 1 | Tocantinópolis | Resendão, Gurupi |
| 16:00       |        |       |                |                  |

| Primeiro Turno do Campeonato Tocantinense de 2012 |
| ------------------------------------------------- |
| Gurupi Campeão do Primeiro Turno                  |

## Jogos do Segundo Turno
1ª Rodada
14 de abril de 2012 - Gurupi 2 x 0 Tocantins
14 de abril de 2012 - Guaraí 1 x 2 Tocantinópolis
14 de abril de 2012 - Palmas 2 x 2 Interporto
15 de abril de 2012 - Colinas 2 x 0 Paraíso
2ª Rodada
17 de abril de 2012 - Interporto 2 x 1 Gurupi
17 de abril de 2012 - Tocantins 2 x 1 Guaraí
18 de abril de 2012 - Paraíso 3 x 0 Palmas
18 de abril de 2012 - Tocantinópolis 3 x 0 Colinas
3ª Rodada
21 de abril de 2012 - Guaraí 2 x 3 Colinas
21 de abril de 2012 - Tocantins 2 x 4 Tocantinópolis
21 de abril de 2012 - Paraíso 1 x 0 Interporto
22 de abril de 2012 - Palmas 0 x 1 Gurupi
4ª Rodada
24 de abril de 2012 - Guaraí 5 x 1 Paraíso
25 de abril de 2012 - Colinas 3 x 2 Interporto
25 de abril de 2012 - Gurupi 2 x 0 Tocantinópolis
25 de abril de 2012 - Palmas 0 x 5 Tocantins
5ª Rodada
28 de abril de 2012 - Interporto 2 x 2 Tocantins
28 de abril de 2012 - Colinas 2 x 0 Palmas
28 de abril de 2012 - Gurupi 4 x 1 Guaraí
28 de abril de 2012 - Tocantinópolis 2 x 0 Paraíso
6ª Rodada
01 de maio de 2012 - Tocantins 0 x 1 Colinas
01 de maio de 2012 - Tocantinópolis 10 x 0 Palmas
01 de maio de 2012 - Paraíso 2 x 6 Gurupi
01 de maio de 2012 - Guaraí 0 x 4 Interporto
7ª Rodada
05 de maio de 2012 - Interporto 1 x 3 Tocantinópolis
05 de maio de 2012 - Gurupi 1 x 1 Colinas
05 de maio de 2012 - Palmas 2 x 1 Guaraí
05 de maio de 2012 - Paraíso 1 x 2 Tocantins

## Classificação 2° Turno
| Classificação | Classificação  | Classificação | Classificação | Classificação | Classificação | Classificação | Classificação | Classificação | Classificação |
| Pos           | Time           | PG            | J             | V             | E             | D             | GP            | GS            | SG            |
| ------------- | -------------- | ------------- | ------------- | ------------- | ------------- | ------------- | ------------- | ------------- | ------------- |
| 1             | Tocantinópolis | 18            | 7             | 6             | 0             | 1             | 24            | 6             | +18           |
| 2             | Gurupi         | 16            | 7             | 5             | 1             | 1             | 17            | 6             | +11           |
| 3             | Colinas        | 16            | 7             | 5             | 1             | 1             | 12            | 8             | +4            |
| 4             | Tocantins      | 10            | 7             | 3             | 1             | 3             | 13            | 11            | +2            |
| 5             | Interporto     | 8             | 7             | 2             | 2             | 3             | 13            | 12            | +1            |
| 6             | Paraíso        | 6             | 7             | 2             | 0             | 5             | 8             | 17            | -9            |
| 7             | Palmas         | 4             | 7             | 1             | 1             | 5             | 4             | 24            | -20           |
| 8             | Guaraí         | 3             | 7             | 1             | 0             | 6             | 11            | 18            | -7            |

     Classificam-se para as finais do 2° Turno

## Finais do 2° Turno
1°Jogo
| 12 de maio | Gurupi | 3 – 2 | Tocantinópolis | Resendão, Gurupi |
| 20:15      |        |       |                |                  |

| 15 de maio | Tocantinópolis | 0 – 2 | Gurupi | Ribeirão, Tocantinópolis |
| 16:00      |                |       |        |                          |

| Segundo Turno do Campeonato Tocantinense de 2012 |
| ------------------------------------------------ |
| Gurupi Campeão do Segundo Turno                  |

## Premiação
| Campeonato Tocantinense de 2012 |
| ------------------------------- |
| Gurupi Campeão (5º Título)      |

## Classificação Geral
| Classificação | Classificação  | Classificação | Classificação | Classificação | Classificação | Classificação | Classificação | Classificação | Classificação |
| Pos           | Time           | PG            | J             | V             | E             | D             | GP            | GS            | SG            |
| ------------- | -------------- | ------------- | ------------- | ------------- | ------------- | ------------- | ------------- | ------------- | ------------- |
| 1             | Gurupi         | 42            | 18            | 13            | 3             | 2             | 43            | 17            | +26           |
| 2             | Tocantinópolis | 35            | 18            | 11            | 2             | 5             | 44            | 23            | +21           |
| 3             | Colinas        | 25            | 14            | 8             | 1             | 5             | 23            | 22            | +1            |
| 4             | Interporto     | 21            | 14            | 6             | 3             | 5             | 30            | 21            | +9            |
| 5             | Guaraí         | 18            | 14            | 5             | 3             | 6             | 24            | 25            | -1            |
| 6             | Tocantins      | 16            | 14            | 5             | 1             | 8             | 20            | 27            | -7            |
| 7             | Paraíso        | 12            | 14            | 4             | 0             | 10            | 16            | 30            | -14           |
| 8             | Palmas         | 4             | 14            | 1             | 1             | 12            | 10            | 45            | -35           |

     Campeão e classificado para a Série D 2013 e Copa do Brasil 2013.
     Rebaixados para a Segunda Divisão 2012.